# Ferrari 333 SP
Ferrari 333 SP - спортивний прототип  автомобіля для перегонів, який був побудований італійським виробником  автомобілів для перегонів Dallara та пізніше Michelotto, щоб змагатися на чемпіонаті світу спортивних автомобілів за компанію Ferrari. Опублікований наприкінці 1993 року, за бажанням гонщика-любителя Джампіеро Моретті (власник бізнесу з автозапчастинами MOMO), 333 SP відзначив офіційне повернення Ferrari до спортивних перегонів після 20-річної відсутності. Автомобіль був побудований для конкуренції в новому класі WSC IMSA, який замінив попередні автомобілі GTP.
Всього було побудовано 40 шасі, перші 14 - Даллара, а 26 - Мікелотто. Вважається, що між 1994 і 2003 роками змагалися 27 шасі.

## Двигун
- 4.0 L Ferrari F130E V12